# Indulgentiarum doctrina
Indulgentiarum doctrina (in lingua italiana "La dottrina delle indulgenze") è una Costituzione apostolica di Papa Paolo VI sul senso e l'uso delle indulgenze nella Chiesa cattolica. Il documento venne pubblicato il giorno 1º gennaio 1967 e diede nuovo ordine e coerenza alla materia trattata: non si occupa di definire quali e quante siano le indulgenze concesse, ma pone i fondamenti dottrinali delle indulgenze stesse. È stata pubblicata negli Acta Apostolicae Sedis n. 1 del 30 gennaio 1967.

## Contenuto del documento
Indulgentiarum doctrina è un documento decisamente breve, diviso in due sezioni:
1. la prima sezione contiene gli elementi dottrinali e una brevissima storia della pratica delle indulgenze e si compone di 12 paragrafi;
2. la seconda sezione contiene 20 norme che regolano l'uso e la concessione delle indulgenze.

## Recezione del documento
Nel testo di Paolo VI non si dice quali siano le preghiere e le opere pie a cui viene annessa una particolare indulgenza; esso si ferma alla sole considerazioni dottrinali e alle norme generali. Tuttavia la norma 13 prevede: 
(Indulgentiarum doctrina, Norme, n. 13)
Proprio a partire da questo auspicio venne in seguito revisionato ad opera della Penitenzieria apostolica l'Enchiridion indulgentiarum, o Manuale delle indulgenze, pubblicato in prima edizione nel mese di luglio del 1968: è questo il libretto che contiene l'elenco delle indulgenze plenarie e parziali e le condizioni richieste per ottenerle.
Fu pure ordinata, alle norme 14 e 15, una revisione delle indulgenze per gli ordini religiosi e altre pie associazioni e di quelle annesse alle chiese e pubblici oratori, la conferma delle quali era a proporsi alla Penitenzieria entro un anno dalla pubblicazione della costituzione. Le indulgenze che non fossero state mantenute sarebbero decadute due anni dopo la pubblicazione della costituzione.
Nel 1999 ne è stata stampata la quarta edizione con ulteriori adeguamenti.

## Indulgenze
Il documento soppresse tutte le indulgenze delle preghiere della tradizione cattolica che erano espresse in giorni, quarantene oppure anni. Rimase in vigore soltanto una distinzione fra indulgenza parziale e indulgenza plenaria, la quale consiste nella completa remissione dei peccati del fedele oppure dell'anima del Purgatorio.
Nelle edizioni successive dell'Enchiridion Indulgentiarum si registrò la conversione delle indulgenze tradizionali in altrettante indulgenze parziali soltanto per una (minima) parte delle preghiere e degli inni della tradizione cattolica.